# Slag om Bengtskär
De Slag om Bengtskär was een militaire operatie tijdens de Tweede Wereldoorlog, uitgevoerd door de Sovjet-Unie. Het doel van de missie was het bezetten van het Finse eiland Bengtskär. De slag resulteerde in een Finse overwinning.

## Achtergrond
Tijdens de Vervolgoorlog heroverden de Finnen grote gebieden die ze tijdens de Winteroorlog verloren hadden. Stalin, zag in dat als de bevoorrading stopte vanuit Duitsland, er een gat zou ontstaan in de Finse verdediging. Hiervoor moest de Sovjet-Unie met haar marine de hele Finse Golf onder controle hebben.
Voor de Finnen was daarom de vuurtoren op het eilandje Bengtskär van cruciaal belang. Vanuit de vuurtoren kon men namelijk de marinebasis van de Sovjets controleren die de toegang naar de Finse golf bewaakte. Daarnaast kon men belangrijke verkenningsmissies uitvoeren op de marinebasis en kon men alle bewegingen in de open lucht zien. De Sovjet wilde van deze uitstekende observatiepost af.
Tijdens de Vervolgoorlog hadden de Sovjets verschillende eilandjes aangevallen. De Finse strijdkrachten hadden de vuurtoren daarom flink versterkt. Onder andere verdedigingswerken en prikkeldraad moesten een eventuele landing moeilijk maken. Daarnaast waren er 30 mannen onder leiding van luitenant Fred Luther, en twee 20mm madsen-machinekanonnen op het eiland geïnstalleerd.

## Slag
Op 26 juli 1941 om 1:00 landden 70 stormtroepen op drie verschillende posities op het eiland. Vanwege dichte mist bemanden de Finnen de stellingen niet en werd er geen alarm geslagen. Binnen een paar minuten waren de eerste stormtroepen bij de vuurtoren. Drie van Luthers mannen verloren bij het openen van het vuur het leven.
Luther reorganiseerde snel en gaf bevel terug te trekken naar de vuurtoren. In de vuurtoren verschansten de mannen zich op de eerste verdieping. Vanwege de verrassingsaanval waren er nog verscheidene Finnen buiten. Korporaal Harry Bjelke en drie andere soldaten bemanden nog de vooruitgeschoven post aan de noordkant. Zij hadden het bevel tot terug trekken namelijk niet mee gekregen. Pas toen een van hen sneuvelde trokken de korporaal en twee soldaten zich terug.
Ondertussen waren vier Sovjet-kanonneerboten voor het eiland gestationeerd. Door middel van beschieting probeerden deze het moreel te breken. Luther vroeg om artillerie-ondersteuning en hulptroepen. De Finse artillerie schoot er direct op los; vanaf een afstand van tien kilometer beschoten batterijen op het naburige eiland Örö en Granholmen de Sovjettroepen. Maar hulptroepen konden pas na anderhalf uur op het eiland zijn, vanwege de aanhoudende beschietingen.
In de tussentijd waren de stormtroepen al op de begane grond van de vuurtoren. Met het terugtrekken naar de eerste verdieping hadden maar weinig Finnen munitie en granaten mee kunnen grissen. Tijdens een poging de trap te bestormen overleden een aantal Finnen, daarbij raakte Luther gewond aan zijn buik vanwege een granaatsplinter en vanwege een kogel in zijn arm. Hij was bij kennis en kon met de andere hand vechten maar gaf het bevel over aan korporaal Harry Bjelke.
Rond zonsopgang waren de Finnen bijna door hun munitie heen. Net op tijd kwamen de hulptroepen aan van het nabijgelegen eiland Hitis. Vanuit een raam op de derde verdieping gaf Bjelke aanwijzingen aan de versterkingen die aan de westkant van het eiland oprukten. Finse kanonneerboten en kustwachtschepen namen de vier boten van de Sovjet-Unie voor hun rekening. Ondertussen stortten jachtbommenwerpers van de Finse luchtmacht zich ook in de strijd. Om 9:15 waren de stormtroepen verslagen. De hele dag door werd er nog gevochten; de Sovjets stuurden zelfs nog twee extra boten maar deze werden ingerekend en de inzittenden aangehouden.

## Nasleep
Op 27 juli vloog een Sovjet-bommenwerper over het eiland en liet een bom op de vuurtoren vallen, waarbij de woonvertrekken, de bovenste en middelste daken kapot raakten en zeven man gedood werden. De reparaties werden pas in 1950 afgerond.
In de zomer van 1995 werd de vuurtoren opengesteld voor bezoekers.